# Brachylinga baccata
Brachylinga baccata är en tvåvingeart som först beskrevs av Daniel William Coquillett 1893.  Brachylinga baccata ingår i släktet Brachylinga och familjen stilettflugor. Inga underarter finns listade.